# Jalloul Jeribi
Jalloul Jeribi (arabe : جلول الجريبي), également orthographié Jaloul Jribi, né le 1er juin 1950 à Sfax, est un théologien et homme politique tunisien.
Il est ministre des Affaires religieuses de 1999 à 2004, au sein du premier gouvernement Ghannouchi, et préside le Conseil islamique supérieur.

## Biographie

### Professeur et entrée au gouvernement
Jalloul Jeribi est titulaire d'une maîtrise et d'un doctorat en sciences islamiques. En 1969, Jeribi commence sa carrière professionnelle comme enseignant dans une école primaire, puis dans une école secondaire, avant d'être promu professeur des universités en 1982.
Dès 1988, Jeribi milite au Rassemblement constitutionnel démocratique (RCD), le parti de Zine el-Abidine Ben Ali, alors président de la République. Il a été membre du comité central de ce parti.
Le 9 mars 1991, il est nommé membre du Conseil islamique supérieur, la plus haute instance consultative religieuse du pays. De 1992 à 1995, il dirige l'Institut supérieur de théologie, rattachée à l'université Zitouna dont il devient président en 1995. En 1998, il décroche un diplôme de l'Institut de défense nationale de Tunis.
Jeribi est nommé le 17 novembre 1999 comme ministre des Affaires religieuses dans le gouvernement Ghannouchi ; il remplace à ce poste Ali Chebbi.
À propos de l'attentat de la Ghriba à Djerba le 11 avril 2002, qui fait 19 morts, il déclare : « Ici en Tunisie, toute la société rejette complètement le fondamentalisme. Ce qui s'est passé à Djerba, cela vient de l'Occident ».
Le 10 novembre 2004, Boubaker El Akhzouri le remplace à son poste de ministre.
Le 23 février 2005, Jeribi est nommé ambassadeur extraordinaire et plénipotentiaire de Tunisie à Doha (Qatar),. Le 26 avril 2010, il est nommé par le Premier ministre Mohamed Ghannouchi comme président du Conseil islamique supérieur.

### Parcours post-révolution
Le 27 juillet 2011, après la révolution, le ministère public auprès du tribunal de première instance de Tunis transfère au juge d'instruction une plainte déposée contre Jeribi par l'avocat Abderraouf Ayadi, plainte qui n'a pas eu de suite.
Le 27 août, Kamel Omrane, ministre des Affaires religieuses de 2010 à 2011, l'accuse, lors d'une conférence-débat, d'avoir « « commis des crimes envers la culture arabo-musulmane », en mettant la religion au service des politiques et en réduisant le rôle des hommes de culture au minimum ».
Le 21 décembre 2013, avec d'autres anciens dirigeants du RCD dissous et d'anciens ministres du président déchu Ben Ali, il est présent lors du premier meeting du Mouvement destourien, parti présidé par Hamed Karoui et qui se présente comme la continuité du RCD.
Le 29 octobre 2017, il rejoint le parti Afek Tounes.
En février 2019, il devient le vice-président de l'Initiative destourienne démocratique. En septembre 2020, il devient le directeur exécutif adjoint de Tahya Tounes après la fusion de son parti avec celui-ci.

## Distinctions nationales
Le 25 juillet 2002, il devient grand officier de l'ordre de la République tunisienne.

## Vie privée
Jalloul Jeribi est marié et père de trois enfants.